# دی‌اتیلن گلیکول
دی‌اتیلن گلیکول (به انگلیسی: Diethylene glycol) با فرمول شیمیایی C۴H۱۰O۳ یک ترکیب شیمیایی با شناسه پاب‌کم ۸۱۱۷ است. که جرم مولی آن ۱۰۶٫۱۲ g/mol می‌باشد. شکل ظاهری این ترکیب، مایع بی‌رنگ است.